# Motorseglare (båt)

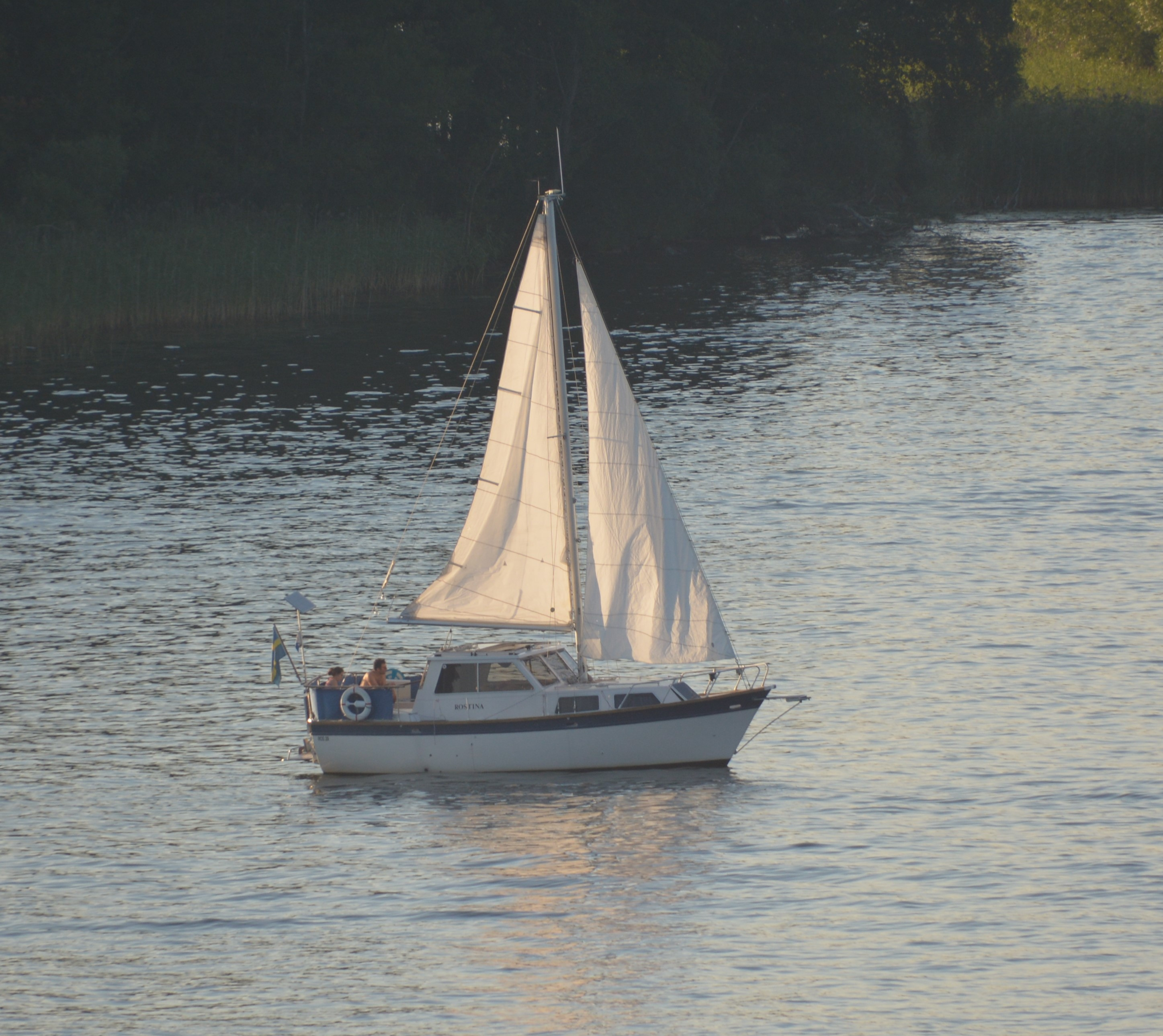
Motorseglare.

Motorseglare är en typ av fartyg som både använder segel och motor för sin framdrift. Motorseglaren har tillräckligt stor segelyta för att seglen ensamt kan ge den en god fart, men den är ändå beroende av sin motor.
Alternativa benämningar är segelmotorskepp och motorsegelskepp. ISO-standarden för fritidsbåtar säger att en fritidsbåt med maximalt 24 meters längd ska räknas som motorseglare om segelytan är av en viss storlek, relaterat till fartygets deplacement.